# Live '84
Live '84 es un álbum de la banda estadounidense Black Flag lanzado en 1984 por SST Records. Es una grabación en vivo de un show de la banda de 1984 y cuenta en su mayoría con temas de los álbumes más recientes My War y Slip It In. El álbum fue grabado en el Stone nightclub en San Francisco, CA. En simultáneo fue lanzado un vídeo en formato VHS en vivo el cual estuvo brevemente disponible en la disquera SST; el ahora video fuera de circulación ha sido muy pirateado.
Originalmente el álbum solo se editó en casete, casi simultáneamente con Family Man. En 1998, Greg Ginn remezcló el álbum y lo reeditó en formato CD.

## Lista de canciones
1. "The Process of Weeding Out" (Ginn)  – 8:31
2. "Nervous Breakdown" (Ginn)  – 2:06
3. "Can't Decide" (Ginn)  – 5:01
4. "Slip It In" (Ginn)  – 5:54
5. "My Ghetto" (Ginn/Rollins)  – 1:14
6. "Black Coffee" (Ginn)  – 4:53
7. "I Won't Stick Any of You Unless and Until I Can Stick All of You!" (Ginn)  – 4:53
8. "Forever Time" (Ginn/Rollins)  – 2:20
9. "Fix Me" (Ginn)  – 0:53
10. "Six Pack" (Ginn)  – 2:26
11. "My War" (Dukowski)  – 3:34
12. "Jealous Again" (Ginn)  – 1:59
13. "I Love You" (Dukowski)  – 3:19
14. "Swinging Man" (Ginn/Rollins)  – 3:10
15. "Three Nights" (Ginn/Rollins)  – 6:10
16. "Nothing Left Inside" (Ginn/Rollins)  – 6:25
17. "Wound Up" (Ginn/Rollins)  – 4:00
18. "Rat's Eyes" (Ginn/Rollins)  – 4:21
19. "The Bars" (Dukowski/Rollins)  – 4:38

## Personal
- Henry Rollins - voz
- Greg Ginn - guitarra
- Kira Roessler - bajo
- Bill Stevenson - batería
- Tom Troccoli - coros